# Contracaecum
Contracaecum ist eine Gattung der Spulwürmer mit über Hundert Arten. Sie sind Parasiten bei fischfressenden Vögeln und Säugetieren.

## Merkmale
Contracaecum sind Anisakiden mit achteckigen, abgerundeten Lippen, die manchmal auch halboval sind. Jede der drei Lippen ist in der Mitte etwas eingedellt und trägt am vorderen Winkel ein Paar seitlich gerichteter, spitzer Fortsätze. Zahnleisten fehlen, Zwischenlippen (Interlabia) sind ausgebildet. Die Spicula der Männchen sind gleich oder ungleich.

## Systematik
Hodda (2022) ordnet die Gattung in die Tribus Contracaecini, Untertribus Contracaecinii ein. Das Interim Register of Marine and Nonmarine Species listet folgende Arten:
- Contracaecum accipiterum Shen, 1981
- Contracaecum accipitris Inglis, 1954
- Contracaecum aduncum (Rudolphi, 1802)
- Contracaecum amoyensis Hsu, 1933
- Contracaecum anasi Mawson, 1956
- Contracaecum andersoni Vevers, 1923
- Contracaecum aori Khan & Yaseen, 1969
- Contracaecum aqualii
- Contracaecum auctum Rudolphi, 1802
- Contracaecum balistis Linstow, 1905
- Contracaecum bancrofti Johnston & Mawson, 1941
- Contracaecum benimasu
- Contracaecum bidentatum Linstow
- Contracaecum bodenheimeri Witenberg, 1929
- Contracaecum brachyurum
- Contracaecum brevicaecum Khan & Yaseen, 1969
- Contracaecum brevispiculum Khan & Yaseen, 1969
- Contracaecum bubakii Akram, 1996
- Contracaecum caballeroi Bravo-Hollis, 1939
- Contracaecum carlislei Ortlepp, 1938
- Contracaecum chaunaxi
- Contracaecum circi Oschmarin, 1953
- Contracaecum clavatum Rudolphi, 1809
- Contracaecum collare (Cobb, 1929)
- Contracaecum collieri Chandler, 1935
- Contracaecum cornutum
- Contracaecum crassicaudatum
- Contracaecum diomedeae (von Linstow, 1888)
- Contracaecum elongatum
- Contracaecum engraulisi Gupta & Srivastava, 1985
- Contracaecum equulai Gupta & Srivastava, 1985
- Contracaecum eudyptes Johnston & Mawson, 1953
- Contracaecum eudyptulae Johnston & Mawson, 1942
- Contracaecum excavatum Hsu & Hoeppli, 1931
- Contracaecum fabri
- Contracaecum filiforme (Stossich, 1904)
- Contracaecum habena (Linton, 1900)
- Contracaecum hagedashiae Sandground, 1933
- Contracaecum haliaeti Baylis & Daubney, 1923
- Contracaecum heardi Mawson, 1953
- Contracaecum himeu Yamaguti, 1941
- Contracaecum hippoglossi
- Contracaecum histiophori Yamaguti, 1935
- Contracaecum hoffmanni Caballero, 1935
- Contracaecum hypomesi
- Contracaecum incurvum Rudolphi, 1819
- Contracaecum jokli Mokgalong, 1996
- Contracaecum kamaense Steiner, 1929
- Contracaecum lawrencei Bisseru, 1955
- Contracaecum legendrei Dollfus, 1933
- Contracaecum longicaudatum Dubinina, 1950
- Contracaecum longispiculum
- Contracaecum lophii Schuurmans-Stekhoven, 1935
- Contracaecum macquariae Johnston & Mawson, 1940
- Contracaecum macrozoarcium Nigrelli, 1946
- Contracaecum magnicollare Johnston & Mawson, 1941
- Contracaecum magnipapillatum Chapin, 1925
- Contracaecum malani Krecek, 1989
- Contracaecum margolisi Mattiuci, Cianchi, Paggi, Sardella, Timi, Webb, Bastida, Rodriguez & Bullini, 2003
- Contracaecum marinum Linnaeus
- Contracaecum matwejewi Layman & Murdrezova, 1926
- Contracaecum melichthysi Olsen
- Contracaecum mexicanum Flores-Barroeta, 1957
- Contracaecum microcephalum (Rudolphi, 1809)
- Contracaecum micropapillatum Stossich, 1890
- Contracaecum milvi Yamaguti, 1935
- Contracaecum milviensis Karokhin, 1937
- Contracaecum mirounga Nikolskij, 1974
- Contracaecum mulli (Wedl, 1855)
- Contracaecum multipapillatum von Drasche, 1882
- Contracaecum multipapillosum Skrjabin, 1916
- Contracaecum muraenesoxi Luo-Damin & Fang-Wenzhe, 1999
- Contracaecum naitoi Fujita, 1932
- Contracaecum nehli Karokhin, 1949
- Contracaecum nototheniae Johnston & Mawson, 1945
- Contracaecum ochotense
- Contracaecum ogcocephali
- Contracaecum ogmorhini Johnston & Mawson, 1941
- Contracaecum orientalis (Wang, 1965)
- Contracaecum osculatum (Rudolphi, 1802)
- Contracaecum oshoroensis
- Contracaecum osmanovi Mozgovoi, 1951
- Contracaecum otolithii Bilqees & Rashid, 1982
- Contracaecum ovale Linstow, 1907
- Contracaecum pandioni Sobolev & Sudarikov, 1936
- Contracaecum papilligerum (Creplin, 1846)
- Contracaecum paralichthydis Yamaguti, 1941
- Contracaecum parvum (Chandler, 1935)
- Contracaecum pedum (Deslongchamps, 1824)
- Contracaecum pelagicum Johnston & Mawson, 1942
- Contracaecum plagiaticium Lent & Freitas, 1948
- Contracaecum plagiostomorum
- Contracaecum praestriatum Mönnig, 1923
- Contracaecum prevosti Tcheprakoff, 1966
- Contracaecum punctatum Gedoelst, 1916
- Contracaecum quincuspis Lucker, 1941
- Contracaecum radiatum (Linstow, 1907)
- Contracaecum regale (Walton, 1927)
- Contracaecum robustum
- Contracaecum rodhaini Gedoelst, 1916
- Contracaecum rosarium Connal, 1912
- Contracaecum rudolphii Hartwich, 1964
- Contracaecum rufai Gupta & Johri, 1989
- Contracaecum ruficolle Vuylsteke, 1953
- Contracaecum saba
- Contracaecum scombricum Dujardin, 1845
- Contracaecum scotti (Leiper & Atkinson, 1914)
- Contracaecum septentrionale Kreis, 1955
- Contracaecum siluricola Gedoelst, 1916
- Contracaecum siluriglanidis Linstow, 1883
- Contracaecum sindicum Akram, 1997
- Contracaecum sinipercae Dogiel & Achmerov, 1946
- Contracaecum spiculigerum (Rudolphi, 1809)
- Contracaecum squalii Linstow, 1908
- Contracaecum synpapillus Bilqees, Khanum & Jehan, 1971
- Contracaecum taii Fujita, 1932
- Contracaecum trichiuri Thwaite, 1927
- Contracaecum tricuspis Gedoelst, 1916
- Contracaecum tridentatum
- Contracaecum turgidum Chapin, 1925
- Contracaecum unidentatum
- Contracaecum variegatum Rudolphi, 1809
- Contracaecum vittati Khan & Begum, 1971
- Contracaecum zenis Baylis, 1929
- Contracaecum zenopsis